# Stichopathes ceylonensis
Stichopathes ceylonensis är en korallart som beskrevs av Thomson och Simpson 1905. Stichopathes ceylonensis ingår i släktet Stichopathes och familjen Antipathidae. Inga underarter finns listade i Catalogue of Life.